# Frantz Kruger
Frantz Kruger, född 22 maj 1975 i Kempton Park i Transvaal (nuvarande Gauteng), Sydafrika, är en finländsk (tidigare sydafrikansk) friidrottare (diskuskastare). 
Krugers främsta meriter är segrar i Samväldesspelen 2002 och Afrikanska mästerskapen 1998 och 2004 samt en bronsmedalj i OS 2000. Vidare är Kruger innehavare av det afrikanska rekordet (70,32). Kruger var gift med den finländska trestegshopperskan Heli Kruger mellan 2003 och 2016 och är sedan 2007 även finländsk medborgare. Vid en tävling på Heden i Helsingborg i september 2007 slog han det finska rekordet samtidigt som han var ytterst nära att kasta över 70 meter i diskus. Kruger är 203 centimeter lång och väger 125 kg. Vid inhemska tävlingar representerar Kruger Vasa Idrottssällskap.
Vid Finnkampen i Helsingfors 2010 avslutade Kruger sin omfattande karriär som elitaktiv. Han har dock fortsatt delta i diskustävlingar inom Finland samt finnkampen. 

## Afrikanskt rekord
| Datum       | Gren           | Stad                         | Längd |
| ----------- | -------------- | ---------------------------- | ----- |
| 26 maj 2002 | Diskuskastning | Salon-de-Provence, Frankrike | 70,32 |

## Finskt rekord
| Datum             | Gren           | Stad                 | Längd |
| ----------------- | -------------- | -------------------- | ----- |
| 16 september 2007 | Diskuskastning | Helsingborg, Sverige | 69,97 |